# Eli Brown
Elijah Brown, conosciuto con il diminutivo Eli (Eugene, 14 agosto 1999), è un attore statunitense.

## Biografia
Eli è nato a Eugene, in Oregon, nel 1999. Viveva con sua madre, Katie Brown (agente immobiliare) e sua sorella minore Sasha Brown.
Ha iniziato a recitare nella serie Pretty Little Liars: The Perfectionists (spin-off di Pretty Little Liars) nel ruolo di Dylan Walker, tuttavia ottenne fama per il suo ruolo nella serie TV di HBO Gossip Girl (serie televisiva 2021).

## Filmografia

### Cinema
- Cupid's Paradise, regia di Ivy Liao - cortometraggio (2018)
- Cogito, regia di Julian Cupello - cortometraggio (2020)
- La lista dei fan**lo (The F**k-It List), regia di Michael Duggan (2020)
- Run Hide Fight - Sotto assedio (Run Hide Fight), regia di Kyle Rankin (2020)
- La furia di un uomo - Wrath of Man (Wrath of Man), regia di Guy Ritchie (2021)
- A Complete Unknown, regia di James Mangold (2024)

### Televisione
- Pretty Little Liars: The Perfectionists - serie TV, 10 episodi (2019)
- Spinning Out - serie TV, 2 episodi (2020)
- Gossip Girl - serie TV, 22 episodi (2021-2023)

## Doppiatori italiani
Nelle versioni in italiano delle opere in cui ha recitato, Eli Brown è stato doppiato da:
- Alex Polidori in Pretty Little Liars: The Perfectionists, Spinning Out, La lista dei fan**lo
- Manuel Meli ne La furia di un uomo - Wrath of Man, Gossip Girl
- Danny Francucci in Run Hide Fight - Sotto assedio